# Маглай
Маглай (босн. і хорв. Maglaj, серб. Маглај) — місто у північній частині Боснії і Герцеговини, у Зеницько-Добойському кантоні Федерації Боснії та Герцеговини, адміністративний центр однойменної громади. Через місто протікає річка Босна.

## Історія
18 вересня 1408 угорський король Сигізмунд Люксембург написав у своїй знаменитій хартії «Sub castro nostro Maglay» (Під нашою фортецею Маглай). Посол Угорщини у Боснії та Герцеговині Імре Варга передав начальникові Мехмеду Мустабашичу автентичні копії двох середньовічних угорських грамот, виданих 18 і 21 вересня, у яких уперше згадується назва міста Маглай і які свідчать, що Сигізмунд Люксембург проживав у Маглаї 1408 року. Оригінали цих документів є в архівах Братислави, а автентичні копії —— у Національному архіві Угорщини.
Однак на місто Маглай також опосередковано посилається дещо раніша писемна згадка у грамоті Степана Остої Дубровчанина від 31 січня 1399 р. «Va slavnoj vojsci va lišnici», де припускається, що він і його військо таборували у теперішній Лієшниці, що поблизу Маглая.
В історичному сенсі особливо важлива територія Старога міста, де до сьогодні збереглася твердиня і три мечеті.
У 1929—1941 роках Маглай належав до Врбаської бановини Королівства Югославія, а з 1941 до 1945 року входив до складу великої жупи Усора-Солі Незалежної Держави Хорватії.
До Боснійської війни Маглай був промисловим центром, де працював целюлозно-паперовий комбінат «Натрон», але під час війни його виробничі потужності зазнали сильних воєнних руйнувань. 2005 року «Натрон» було приватизовано і тепер він називається «Натрон-Хаят». Його роль в економічному розвитку муніципалітету Маглай визначальна.
В ході Боснійської війни, у 1993—1994 роках, місто пережило тривалу облогу силами боснійських сербів. Тоді ця місцевість стала ареною важких боїв, а населення доводилося забезпечувати скиданням гуманітарної допомоги з повітря. Маглай досі потерпає від спустошень, заподіяних йому протягом війни 1992—1995 років. 
Місто також постраждало під час повені 16 травня 2014. Хоча повені трапляються тут мало не щороку, ця була настільки значною, що чимало жителів втратили свої житла та майно.

## Населення
| Маглай       |       |                |                |                |
| рік перепису | 2013  | 1991           | 1981           | 1971           |
| мусульмани   | —     | 4.292 (53,94%) | 3.422 (49,50%) | 3.421 (57,48%) |
| хорвати      | —     | 446 (5,605%)   | 416 (6,018%)   | 582 (9,778%)   |
| серби        | —     | 1.975 (24,82%) | 1.585 (22,93%) | 1.593 (26,76%) |
| югослави     | —     | 1.026 (12,89%) | 1.419 (20,53%) | 197 (3,310%)   |
| албанці      | —     | —              | 15 (0,217%)    | 10 (0,168%)    |
| македонці    | —     | —              | 1 (0,014%)     | 1 (0,017%)     |
| словенці     | —     | —              | 11 (0,159%)    | 22 (0,370%)    |
| чорногорці   | —     | —              | 14 (0,203%)    | 14 (0,235%)    |
| інші         | —     | 218 (2,740%)   | 30 (0,434%)    | 112 (1,882%)   |
| загалом      | 6.438 | 7.957          | 6.913          | 5.952          |

## Відомі уродженці
- Ружа Томашич — політик, хорватська євродепутатка